# Slag bij Georgia Landing
De Slag bij Georgia Landing vond plaats op 27 oktober 1862 in Lafourche Parish, Louisiana tijdens de Amerikaanse Burgeroorlog.

## Achtergrond
Generaal-majoor Benjamin Butler, bevelhebber van de Department of the Gulf, stuurde een expeditie naar de Bayou Lafourche regio om aldaar de Zuidelijke eenheden te vernietigen. Daarnaast zouden de katoen- en suikerplantages uit het gebied in Noordelijke handen vallen. De regio zou ook een springplank zijn voor verdere militaire operaties. Butler formeerde een brigade van ongeveer 4.000 soldaten die hij onder het bevel plaatste van Brigadegeneraal Godfrey Weitzel.

## De slag
Op 25 oktober arriveerde Weitzel en zijn brigade in Donaldsonville. Daar stroomt de Lafourche in de Mississippi. Hij begon met zijn opmars langs de oostzijde van de Bayou. De Zuidelijken, onder leiding van brigadegeneraal Alfred Mouton, probeerden zich te hergroeperen zodat ze de vijandelijke aanval zouden kunnen afslaan. Tegen 27 oktober waren ze erin geslaagd van hun troepen op te stellen langs de beide zijden van de Bayou. Een kleine helft stond opgesteld langs de oostzijde, terwijl de rest langs de westzijde stond nabij Georgia Landing.
De Noordelijken stuitten op de Zuidelijken rond 11.00 in de morgen. De eerste schoten werden gelost. De Zuidelijken moesten al snel terugtrekken. Weitzel stuurde zijn mannen naar de andere oever om de rest van de vijand aan te vallen. De Noordelijke aanval werd door hardnekkige tegenstand tijdelijk tot stilstand gebracht. De munitievoorraad van de Zuidelijken geraakte uitgeput. Daardoor waren ze verplicht van zich terug te trekken naar Labadieville waardoor de Noordelijken verder konden oprukken.

## Bron
- National Park Service - Georgia Landing

 Fort Sumter · Santa Rosa Island · Fort Pulaski · Forten Jackson en St. Philip · New Orleans · Secessionville · Simmon's Bluff · Tampa · Baton Rouge · 1ste Donaldsonville · St. John's Bluff · Georgia Landing · 1ste Fort McAllister · Fort Bisland · Irish Bend · Vermillion Bayou · 1ste Charleston Harbor · 1ste Fort Wagner · Grimball's Landing · 2de Fort Wagner · 2de Charleston Harbor · 2de Fort Sumter · Plains Store · Port Hudson · LaFourche Crossing · 2de Donaldsonville · Kock's Plantation · Stirling's Plantation · Fort Brooke · Gainesville · Olustee · Natural Bridge